# Charles Godfrey Leland
Charles Godfrey Leland (Filadelfia, 15 agosto 1824 – Firenze, 20 marzo 1903) fu un giornalista e folclorista statunitense.
Gli studi di antropologia per i quali è noto in tutto il mondo sono Etruscan Roman Remains in Popular Tradition (1892), Legends of Florence Collected From the People (2 vol.) (1896) e Aradia, o il Vangelo delle Streghe (1899).

## Biografia
Nacque a Filadelfia nel 1824 da una ricca famiglia inglese. Avvicinato alla cultura stregonesca dalle domestiche irlandesi, si interessò precocemente di esoterismo, applicandosi nella traduzione di numerosi testi.
Viaggiò spesso in Europa per ricerche antropologiche, fermandosi in Francia e Inghilterra, e si occupò di culture marginali: zingari e indiani d'America. In Italia rimase affascinato dalla cultura etrusca, di cui ritenne di aver individuato sopravvivenze nelle campagne dell'appennino tosco-romagnolo. L'effettiva consistenza di queste scoperte è tuttavia fortemente dubbia.
Aderì al movimento anarchico e partecipò a insurrezioni, come il 1848 parigino e la guerra di secessione americana.
Nel 1888 si trasferì a Firenze, dove mori il 20 marzo 1903.

## Sopravvivenze etrusche e romane nelle tradizioni popolari

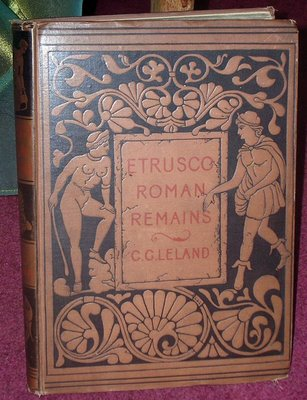
Etrusco Roman Remains - prima edizione 1892

Il volume di Leland comincia con la lapidaria affermazione:
C'è nel Nord Italia una zona montagnosa conosciuta come la Romagna Toscana, i cui abitanti parlano una forma grezza di dialetto bolognese. Questi Romagnoli sono evidentemente una razza molto antica e pare abbiano preservato tradizioni ed usi quasi immutati da un periodo di tempo incredibilmente antico.
Senza citare le sue fonti, Leland sostiene che in quegli ultimi anni si era disquisito sulla possibile origine etrusca dei Bolognesi: pare si sia deciso che non lo sono. Nulla da dire, a questo riguardo: probabilmente loro erano lì prima degli Etruschi.
Tuttavia, secondo Leland, gli Etruschi, che per un certo periodo dominarono gran parte dell'Italia, probabilmente lasciarono in zone remote quelle tracce della loro cultura di cui parla questo libro.
Più precisamente, nel territorio di cui parla Leland, esteso tra Forlì e Ravenna si sarebbero conservati antichi culti pagani, poi diventati stregoneria. Scrive il folclorista statunitense:
Tra questa gente la stregheria o stregoneria - o, come ho udito chiamarla, "la vecchia religione" - esiste ad un grado tale che molti Italiani ne rimarrebbero stupiti. Questa stregheria, o vecchia religione, è qualcosa di più della magia e qualcosa di meno di una fede. Consiste nelle rimanenze di una mitologia di spiriti, i principali dei quali conservano i nomi e gli attributi degli antichi Dei Etruschi come Tinia o Jupiter -, Faflon - o Bacco - e Teramo (in Etrusco Turms) - o Mercurio. Accanto ad essi continuano ad esistere, nei ricordi di pochi, le Divinità rurali Romane più antiche come Silvanus, Palus, Pan ed i Fauni. A tutti loro vengono tuttora indirizzate - o almeno conservate - le invocazioni o preghiere in grezze forme metriche.
Proprio a tali divinità, ai loro attributi, alle leggende ed alle invocazioni loro riservate, è dedicata quest'opera di Leland.
L'importanza degli studi di Leland sull'origine di alcune tradizioni della Romagna furono riconosciute valide, in un primo tempo, da studiosi come Corso e Petazzoni; successivamente subirono un ridimensionamento forse dovuto, più che ad effettive carenze degli studi stessi, a questioni politico-sociali, e anche dal comportamento antiaccademico del Leland.
Oggi si è aperta un'opera di revisione più pacata del suo lavoro, che ha identificato elementi di interesse, anche se non così sostanziali come lo stesso Leland voleva credere.

## Vangelo di Aradia
È a Firenze, nel 1886 che, secondo il suo racconto, fu per lungo tempo a contatto con una donna italiana chiamata Maddalena, una presunta strega, che gli fornì la giusta interpretazione del Vangelo delle streghe. Egli lo tradusse con il titolo di: Aradia, or Gospel of the Witches of Italy, ancora oggi usato come testo di riferimento nel neopaganesimo ed in particolare nella corrente della Stregoneria italiana e della wicca.
Il vangelo è stato pubblicato in inglese, traducendo i riti del manoscritto italiano. Le illustrazioni sono di Leland stesso, ispirate all'iconografia pagana e all'occultismo, che si possono trovare nella prima edizione italiana del 1994 e successive ristampe della Editrice Rebis e nella versione del 2001 curata da Stampa Alternativa.
In esso emerge in molti punti l'immagine cristiana distorta della stregoneria rurale di quel periodo. Nel libro del Leland, le streghe italiane adorano la dea Diana e il dio Lucifero (o Splendor) e vengono a contatto tra di loro in consessi notturni chiamati "tregende" o sabba per i rituali di Luna piena e celebrano i loro dèi con il canto, la danza e l'accoppiamento. Le loro celebrazioni inoltre includono una sorta di "eucaristia" per la comunione con le divinità mediante banchetti sabbatici a base di torte dolci e buon vino, particolare già messo in evidenza da Francesco Maria Guaccio nel suo Compendium maleficarum.
Durante questo periodo Leland fu coinvolto nello studio del folclore stregonesco italiano e da questo lavoro emergono alcuni elementi della stregoneria con marcati parallelismi alle pratiche pagane del culto magico pre-cristiano ed un nuovo punto di vista molto interessante di stregoneria pre-gardneriana.

## Opere
- 1855: Meister Karl's Sketch-book
- 1864: Legends of Birds
- 1871: Hans Breitmann Ballads disponibile per il download su Internet Archive (inglese)
- 1872: Pidgin-English Sing-Song disponibile per il download su Internet Archive (inglese ed. 1876)
- 1873: The English Gipsies disponibile per il download su Internet Archive (inglese)
- 1879: Johnnykin and the Goblins disponibile per il download su Internet Archive (inglese)
- 1882: The Gypsies disponibile per il download su Internet Archive (inglese)
- 1884: Algonquin Legends disponibile per il download su Internet Archive (inglese)
- 1891: Gyspsy Sorcery and Fortune Telling disponibile per il download su Internet Archive (inglese). Un'edizione italiana è stata pubblicata col titolo "Antichi incantesimi - rituali, magie d'amore e di guarigione, aneddoti, storie" da Elfi Edizioni
- 1892: The Hundred Riddles of the Fairy Bellaria
- 1892: Etruscan Roman Remains in Popular Tradition disponibile per il download su Internet Archive (inglese): una edizione italiana di Etruscan Roman Remains è stata pubblicata in 2 voll. dall'Editore Rebis nel 1997 con il titolo Il Tesoro delle Streghe e un'altra parziale intitolata Streghe, esseri fatati ed incantesimi nell'Italia del nord di Elfi Edizioni nel 2004
- 1893: Have you a Strong Will? or how to Develop it or any other Faculty or Attribute of the Mind and render it habitual - edito post mortem e pubblicato in italiano dall'Editore Bocca di Torino con il titolo La forza della volontà. Metodo per sviluppare e rinvigorire la Volontà, la Memoria ed ogni altra facoltà mentale col sistema dell'auto-suggestione (1909- 1913 -1921)
- 1896: Legends of Florence Collected from the People (2 vols.)disponibile per il download su Internet Archive (inglese) Vol. 1(inglese) Vol. 2: La traduzione italiana del primo volume dell'opera "Legends of Florence" è stata pubblicata dalle Ed. Rebis con il titolo "Firenze Arcana" nel 2004; i racconti del secondo volume stanno apparendo a puntate sulla rivista "Elixir" dello stesso editore.
- 1899: Unpublished Legends of Virgil disponibile per il download su Internet Archive (inglese) (traduzione italiana dal titolo "Le leggende inedite di Virgilio" ad opera delle Edizioni Saecula)
- 1899: Aradia, or the Gospel of the Witches disponibile per il download su Internet Archive (inglese): Esistono cinque edizioni italiane di "Aradia": la prima edizione ufficiale è stata pubblicata dalle Edizioni Rebis (il Gatto Nero) nel 1994, le altre dalla Casa Editrice All'Insegna di Istar 1994, dalle Edizioni Lunaris 1995, da Olschki Editore 1999, da Stampa Alternativa 2001, oltre un'edizione privata stampata a Firenze nel 1991, curata da P.L.Pierini
- 1899: Have You a Strong Will? disponibile per il download su Internet Archive (inglese)
- 1901: Legends of Virgil
- 1902: Flaxius, or Leaves from the Life of an Immortal disponibile per il download su Internet Archive (inglese)